# Service set identifier
Le SSID, sigle de l'anglais : Service Set IDentifier (« identifiant défini de service »), est le nom d'un réseau sans fil selon la norme IEEE 802.11. Ce nom est constitué par une chaîne de caractères de 0 à 32 octets.
- En mode infrastructure (connexion d'un terminal à un point d'accès), il sert à identifier le point d'accès sans-fil.

- En mode ad-hoc ou pair à pair (connexion directe entre terminaux), il sert à identifier la connexion.

La plupart des boitiers d’accès internet définissent automatiquement le SSID afin de proposer un réseau Wi-Fi automatiquement. Le SSID et la clé d'accès qui y est associée par défaut, que l'on retrouve dans un courrier de bienvenue de l'opérateur et/ou imprimés sur l'étiquette du boitier d'accès en général à l'arrière ou sous ce dernier, sont généralement difficile à manipuler et à retenir. Cette valeur reste néanmoins personnalisable. 
La norme 802.11 autorise tout type de contenu pour le SSID, sans spécifier de type d'encodage. La norme 802.11-2012 implémente la possibilité d'indiquer si le SSID utilise l'encodage universel UTF-8.
(Certains anciens terminaux ne gèrent pas correctement les réseaux dont le SSID contient un espace, un caractère spécial, des lettres accentuées ou des caractères étrangers). 
La diffusion du SSID peut être désactivée afin de masquer à l'utilisateur un réseau sans fil, cette mesure ne constitue pas 
une mesure de protection du réseau contre les intrusions.